# Podoscirtus crocinus
Podoscirtus crocinus är en insektsart som beskrevs av Jean Guillaume Audinet Serville 1838. Podoscirtus crocinus ingår i släktet Podoscirtus och familjen syrsor. Inga underarter finns listade i Catalogue of Life.